# 瓦布尔 (康塔尔省)
瓦布尔（法語：Vabres，法語發音：[vabʁ]）是法国康塔尔省的一个市镇，属于圣弗卢尔区。

## 地理
瓦布尔（45°2'6"N, 3°12'25"E）面积18.83 平方千米，位于法国奥弗涅-罗讷-阿尔卑斯大区康塔爾省，该省份为法国中南部省份，位于法國中央高原中心，北起科雷兹省、上盧瓦爾省和多姆山省，西接洛特省和科雷兹省，南至阿韦龙省和洛特省，东临上盧瓦爾省和洛泽尔省。
与瓦布尔接壤的市镇（或旧市镇、城区）包括：蒙尚、吕讷昂马尔热里德、圣乔治、蒂维耶、韦德里讷圣卢。

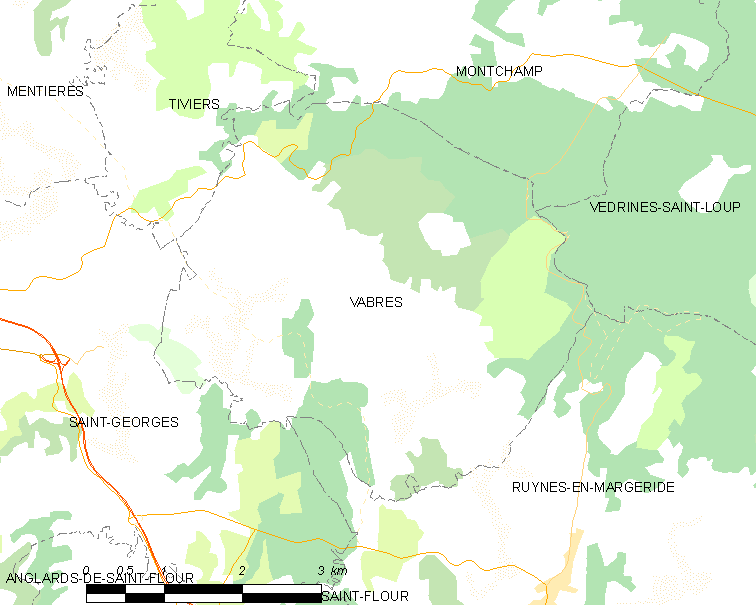
的OSM定位图

瓦布尔的时区为UTC+01:00、UTC+02:00（夏令时）。

## 行政
瓦布尔的邮政编码为15100，INSEE市镇编码为15245。

## 政治
瓦布尔所属的省级选区为特吕耶尔河畔讷韦格利斯县。

## 人口

1962-2008年间人口变化图示

瓦布尔于2022年1月1日时的人口数量为251人。